# Ambogaster
Ambogaster is een geslacht van vliesvleugeligen uit de familie Pteromalidae. De wetenschappelijke naam van dit geslacht is voor het eerst geldig gepubliceerd in 2005 door Heydon.

## Soorten
Het geslacht Ambogaster omvat de volgende soorten:
- Ambogaster colyma Heydon, 2005
- Ambogaster wibawae Heydon, 2005